# Galenica
Die Galenica AG mit Sitz Bern ist eine nach dem antiken Arzt Galenus benannte, international tätige Schweizer Gesundheits- und Logistikunternehmensgruppe. Sie geht zurück auf die 1927 von 16 Apothekern in Clarens gegründete Collaboration Pharmaceutique SA, eine Einkaufszentrale für Pharmaprodukte. Diese wurde 1932 in Galenica AG umbenannt und vom waadtländischen Le Châtelard nach Bern verlegt. Die Galenica-Aktien sind an der Schweizer Börse SIX kotiert.

## Geschichte

Logo bis März 2023

Galenica wurde 1927 von 16 Westschweizer Apothekern als Collaboration Pharmaceutique SA gegründet. Ihr Ziel war, eine gemeinsame Einkaufszentrale aufzubauen. 1938 legte Galenica mit dem Aufbau des wissenschaftlichen Dokumentationsdienstes Documentation Galenica die Basis für das heutige Informationsmanagement. Ab 1957 diversifizierte das Unternehmen in seinem Stammgeschäft durch Akquisitionen und durch die Gründung von Tochtergesellschaften. Im gleichen Jahr legte Galenica auch den ersten Grundstein im Pharmageschäft mit der Akquisition der Panpharma AG und der Diversifikation in die Absatzförderung parapharmazeutischer Artikel für Apotheken. Während der 1970er Jahre folgten weitere Pharma-Akquisitionen, welche zur Entwicklung und Produktion rezeptfreier Medikamente (OTC) beitrugen. 1977 wurde der Codex Galenica, das erste vollständige Medikamentenverzeichnis der Schweiz, in Buchform publiziert. 1983 erwarb Galenica die Laboratorien Hausmann AG, die in ihrem Portfolio auch Produkte zur Behandlung von Eisenmangel führte, welche später unter den Markennamen Venofer und Maltofer vermarktet wurden.
1995 ging man eine strategische Partnerschaft mit dem britisch-schweizerischen Gesundheitskonzern Alliance Boots ein, welcher 25 % der Galenica-Aktien übernahm.
Im Jahre 2000 wurde mit der Gründung von GaleniCare der Grundstein für die Apothekenketten gelegt und 2001 alle Aktivitäten im Bereich der Informationsverarbeitung in die neugegründete Firma e-mediat ausgelagert. Anfang 2008 wurde mit der Akquisition des kanadischen Pharmaunternehmens Aspreva Pharmaceuticals die heute global tätige, vollintegrierte und spezialisierte Vifor Pharma formiert. 2009 wurden das Pharmaunternehmen OM Pharma und die Apothekenkette Sun Store übernommen.
Die Besitzverhältnisse änderten sich 2007 ein erstes Mal, als ein Konsortium aus den Private-Equity-Investoren KKR und Stefano Pessina Alliance Boots übernahm; die Galenica-Anteile wurden daraufhin von Alliance Boots Investments 2 GmbH gehalten. Die zweite Änderung erfolgte im August 2014 durch die Übernahme von Alliance Boots durch Walgreens und die Zusammenführung zu Walgreens Boots Alliance; die Galenica-Anteile verblieben dabei bei KKR und Pessina und wurden durch Sprint Investments 2 GmbH gehalten. Der angekündigte Ausstieg der Finanzinvestoren begann im Mai 2016 mit der Reduktion der Beteiligung auf gut 20 % und dem weiteren vollständigen Abbau bis zum 9. Januar 2017.
Ebenfalls im August 2014 wurde Galenica organisatorisch in die Sparten Vifor Pharma und Galenica Santé aufgespalten. Ziel war, zwei voneinander unabhängige Unternehmen durch einen Börsengang von Galenica Santé mittels öffentlicher Aktienplatzierung (IPO) zu schaffen. Der Börsengang wurde am 7. April 2017 durchgeführt, im Nachgang dazu wurden am 11. Mai 2017 die übrigen Bereiche in Vifor Pharma Gruppe umbenannt. Der Ertrag des Börsengangs soll unter anderem für die Rückzahlung des Kredits von 1,5 Mrd. USD verwendet werden, der im September 2016 für die Akquisition der Biotech-Firma Relypsa aufgenommen worden war. Galenica kooperiert seit 2019 mit dem Homöopathikahersteller Spagyrik AG aus Worb. Im Jahr 2021 trieben 230'000 Antigentests und 90'000 Covid-Impfungen die Einnahmen hoch. Der Anteil des Galenica-Umsatzes über digitale Vertriebskanäle nahm stark zu und es wurde ein Pilotprojekt im Bereich E-Rezept durchgeführt.

## Tochterunternehmen
Zur Galenica gehören unter anderem die Schweizer Apothekenketten Amavita und Sun Store, zudem betreibt sie gemeinsam mit Coop das Joint Venture Coop Vitality Apotheke. In der Medikamentenproduktion ist sie mit der Tochterfirma Verfora (bis Mai 2018: Vifor Consumer Health) präsent und in der Logistik mit der Galexis AG und der Alloga AG.

### HCl Solutions AG
2001 wurde die Aktiengesellschaft e-mediat gegründet. Die heute (2018) unter dem Namen HCI Solutions AG tätige Firma bietet Dienstleistungen und Datenbanken für das Schweizer Gesundheitswesen an. Die Tochtergesellschaft von Galenica entwickelt, unterhält und verteilt Stammdaten für Leistungserbringer und Kostenträger im Gesundheitsmarkt.
Es werden auf die einzelnen Zielgruppen zugeschnittene Stammdaten und je nach Datenbank rund 100'000 bis 220'000 Artikel aus den Bereichen Arzneimittel, Medizinprodukte, Verbrauchsmaterialien, Parapharmazeutika und Kosmetika zur Verfügung gestellt:
- INDEX-Produkte: Stammdatenbanken für alle Informatiksysteme (früher: GalDat); im Rahmen der Aufnahme der Produkte in die Datenbanken wird unter anderem auch der Pharmacode zugeteilt.
- Pharmavista: Online-Informationsangebot für den Schweizer Pharmamarkt.
- SwissDocu: wissenschaftlicher Auskunftsdienst im Auftrag des Verbandes der Schweizer Vollgrossisten pharmalog.ch.
- Technischer und redaktioneller Betrieb der Referenzdatenbanken swissINDEX im Auftrag der Stiftung refdata.

### Documed

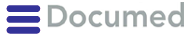
Logo des Verlags Documed

Ebenfalls zu Galenica gehörte der 1976 gegründete Verlag Documed. Dieser veröffentlichte seit 1978 das Arzneimittel-Kompendium der Schweiz. Indem die Schweizer Arzneimittelbehörde Swissmedic Hersteller verpflichtet hat, ihre Medikamenteninformationen bei Documed zu publizieren, hat sie Documed zu einem Monopol verholfen, welches Documed laut Tages-Anzeiger mit zweifelhaften Mitteln verteidigt. Nachdem Swissmedic seit 2008 auch die Seite der Open-Source-Softwarefirma Ywesee zugelassen hatte, klagte Documed vor Gericht. Das Bundesverwaltungsgericht der Schweiz hat daraufhin im Juni 2011 entschieden, dass die Praxis der Swissmedic weder geeignet noch notwendig sei. Daraufhin ist Swissmedic verpflichtet worden, die Arzneimittelinformationen auf einer Internetplattform namens AIPS kostenlos zur Verfügung zu stellen. Die Ausschreibung für Aufbau und Betrieb der Plattform wurde von Documed mit einem Angebot gewonnen, das nach Angaben des Tages-Anzeigers auffällig unter dem der Mitbewerber lag. 2016 wurde die Documed AG in die HCI Solutions AG überführt.

### Mediservice
Im Jahr 2007 hat Galenica die Mediservice AG mit Sitz in Zuchwil übernommen. Unter dem Vorbehalt der Genehmigung durch die Wettbewerbsbehörden, soll Mediservice und der Schweizer Geschäft der Shop Apotheke Europe, shop-apotheke.ch, im Jahr 2023 zu einem Joint Venture fusioniert werden, wobei die Shop Apotheke Europe mit 51 % der Hauptaktionär des neuen Unternehmens stellen würde. Galenica würde eine Beteiligung von 8 % an der Shop Apotheke Europe erhalten und wäre im Besitz der restlichen 49 % des neuen Unternehmens. Im Mai 2023 wurde die Genehmigung erteilt.

### Bichsel Gruppe
Im Jahr 2019 hat die Galenica die Firmen Laboratorium Dr. G. Bichsel AG (Unterseen BE) und Grosse Apotheke Dr. G. Bichsel AG (Interlaken BE) gekauft.
Diese erweitern das Angebot der Galenica um die Herstellung von Sterilen Lösungen in Grossserien und Kleinserien, einen HomeCare für die Betreuung von Patienten zuhause mit künstlicher Ernährung und eine weitere Apotheke.

## Untersuchung der Wettbewerbskommission
Die Schweizer Wettbewerbskommission (Weko) hat 2012 ein Verfahren gegen die Galenica Töchter Documed, e-mediat und HCI Solutions eröffnet, da ihnen vorgeworfen wird, ihre Marktstellung zu missbrauchen. Statt für die Veröffentlichung der Medikamenteninformation soll Documed 2012 erstmals Geld für die Veröffentlichung der Medikamentenstammdaten in einer von e-mediat verwalteten Datenbank verlangen, mit der beispielsweise Krankenhäuser ihre Medikamente verwalten und Abrechnungen abwickeln. Insbesondere von kleinen Pharmafirmen soll dabei zu viel Geld verlangt worden sein. Mehreren kleinen Unternehmen wurde gedroht, ihre Medikamente aus dieser Datenbank zu entfernen, was fatale Konsequenzen für diese Firmen hätte. Nachdem eine Gruppe von 16 Pharmafirmen daraufhin beschlossen hatte, in Kooperation mit den Firmen Just-medical und Ywesee eine eigene Plattform aufzubauen, sind den Unternehmen Rabatte von bis zu 80 Prozent angeboten worden, wenn diese zwei- bis vierjährige Verträge abschliessen. Nachdem die Wettbewerbskommission eine Untersuchung eingeleitet hatte, ist Documed von der Drohung, Medikamente aus den Datenbanken zu streichen, abgerückt. In der Verfügung vom 19. Dezember 2016 hat die Weko die Untersuchung gegen HCI Solutions und Galenica abgeschlossen und eine Busse von 4,5 Mio. Franken ausgesprochen.